# Timár Szeréna
Timár Szeréna (Karád, 1880. január 16. – Szovjetunió, 1938) tisztviselőnő.

## Életrajza
Még fiatalkorában kapcsolódott be a munkásmozgalomba, majd 1905-ben belépett az MSZDP-be. Az első világháború alatt egyik vezetője volt a nőmozgalomnak, majd 1919-ben a KMP tagja lett. A Tanácsköztársaság idején mint a Szakszervezeti Központ intéző bizottságának tagja tevékenykedett, a rendszer bukása után pedig négyévi börtönbüntetésre ítélték. 1922-ben jutott ki a Szovjetunióba fogolycsere keretében, ahol tisztviselőként dolgozott. 1938-ban letartóztatták, s a sztálini önkény során törvénysértés áldozatává vált.